# Monasterio de Stavrovouni
El monasterio de Stavrovouni (en griego: Ιερά Μονή Σταυροβουνίου) es un monasterio ortodoxo griego que se encuentra en la cima de una colina llamada Stavrovouni (griego: Σταυροβούνι) en Chipre; a veces es llamado simplemente Stavrovouni. El monasterio es uno de los pocos lugares donde, según la tradición, se puede ver un trozo de la Santa Cruz. El Monasterio de Stavrovouni fue fundado por Santa Elena (madre del emperador Constantino) alrededor de los años 327-329 y, por lo tanto, está considerado uno de los monasterios más antiguos en el mundo.

## Ubicación
El monasterio está situado en la cima de la montaña del mismo nombre (Stavrovouni) en el Distrito de Lárnaca. La montaña fue conocida en épocas antiguas con el nombre de Olimpo, pero actualmente este nombre se usa para designar el punto más alto de las Montañas de Troodos, que se encuentran algo más hacia el oeste. Stavrovouni, como el nombre ya indica, está dedicado a la Santa Cruz: el nombre derivaría de dos palabras, 'stavros' (griego: Σταυρός), que significa cruz, y 'vouno' (griego: βουνό), que significa montaña, por lo que básicamente podría traducirse por "la montaña de la Cruz".

## Fundación
Según la tradición religiosa, el monasterio fue fundado por santa Elena, madre del emperador Constantino I, el Grande. De acuerdo con el cronista chipriota del siglo XV Leontios Makhairas, al término del Primer Sínodo Ecuménico en Nicea (325), Helena hizo una peregrinación a Tierra Santa, donde descubrió las tres cruces en las que Jesús y los dos ladrones habían sido crucificados. Helena habría ordenado desenterrarlas y llevarlas a Constantinopla, pero se cuenta que tuvo que dejar una de los cruces en Chipre durante una visita involuntaria causada por un naufragio. La historia religiosa narra que la Santa Cruz se trasladó milagrosamente hasta la cima de una alta colina de la noche a la mañana mientras una potente luz salía de la cumbre. Tras varios intentos fallidos de llevarse la Santa Cruz de la montaña, Helena decidió dejar un pedazo allí y construir una pequeña capilla para acompañarlo.
Por ello, Stavrovouni está considerado como uno de los monasterios más antiguos del mundo; otros monasterios igualmente antiguos son: el Monasterio de San Atanasio (344), el Monasterio de San Antonio (356), el Monasterio de San Macario el Grande (360), el Monasterio de Mor Gabriel (397), la Laura de San Eutimio (460), el Monasterio de Mar Saba (483) o el Monasterio de Santa Catalina del Monte Sinaí (565).

## Reliquias

La reliquia más importante del Monasterio de Stavrovouni: la Santa Cruz

La reliquia más importante que posee el Monasterio de Stavrovouni es un trozo de la Santa Cruz, donado al monasterio por Santa Helena. Hay referencias de varias fuentes que informan de que la Santa Cruz solía mantenerse suspendida en el aire. Hoy en día, el trozo que queda de la Santa Cruz se conserva dentro de una gran cruz de plata. Entre las otras reliquias donadas al monasterio por Santa Helena se incluyen la Cruz del Buen Ladrón, un clavo, y, según algunos, una parte de la cuerda con la que se habría atado a Jesús a la Cruz.
Además, los visitantes pueden encontrar dos pequeñas cadenas, usadas por San Panaretos, Obispo de Pafos, y que estuvieron en contacto directo con su cuerpo.

## Historia
Stavrovouni es el monasterio documentado más antiguo de la isla. La referencia escrita más antigua data de la época bizantina, y demuestra que Stavrovouni había sido un importante centro religioso desde el siglo IV. Puede encontrarse información de interés en las memorias de un viajero ruso, el higúmeno Daniel, que estuvo en Chipre en 1106. Este cronista relató que la Santa Cruz se había colocado en el Monte Olimpo con el objetivo de "alejar a los malos espíritus y curar cualquier enfermedad", y señaló que "Esta cruz es como un meteorito, no está apoyada en el suelo, porque el Espíritu Santo la mantiene flotando en el espacio vacío. Yo, hombre indigno, me arrodillé frente a este sagrado, misterioso objeto y vi con mis propios ojos pecadores la santa gracia presente en este lugar".
Tras su fundación, Stavrovouni fue ocupado por monjes ortodoxos que vivían según la regla de San Basilio. Puede obtenerse más información histórica gracias a los relatos de viajeros occidentales que visitaron Chipre en el siglo XIII. Willibrandi de Oldenburg, por ejemplo, visitó Stavrovouni en 1211 y escribió, "La cruz del Buen Ladrón está en la montaña más alta en Chipre" – lo que era incorrecto, ya que Stavrovouni no es tan alta como la cumbre del Troodos. Ludolph von Sudheim señaló en 1305, "La montaña es como el Monte Tabor en el que viven los monje benedictinos. Desde su cima se puede ver el Líbano", lo que es cierto, pero solo en días muy claros.
En su larga historia, Stavrovouni ha atravesado por momentos de gran pobreza y dificultades causadas por las numerosas invasiones por parte de extranjeros en la isla. Hoy en día, la Santa Cruz ya no se encuentra allí y nadie sabe qué fue de ella. En 1598, el noble bohemio Kryštof Harant señalaba que "Nadie sabe lo que los Turcos han hecho con la Santa Cruz". Los muros, la iglesia, el iconostasio y las celdas de los monjes de Stavrovouni se vieron destruidos casi por completo durante un gran incendio en el año 1888. La única reliquia que se conserva hasta el presente es una diminuta pieza de la Santa Cruz que se guarda en una cruz de plata, único relicario importante que aún se mantiene en Stavrovouni.

### Historia reciente
Las fuentes sugieren que el monasterio permaneció sin monjes durante un largo periodo de tiempo que iría, aproximadamente, del siglo XVI al XIX, periodo durante el que los turcos dominaron la isla. El monasterio fue abandonado a partir de 1571, sin embargo, algunos ermitaños siguieron viviendo allí. Este hecho es mencionado por el monje ruso y peregrino, Vasil Grigorovich-Barsky en la primera mitad del siglo XVIII. Al final del siglo XIX, en 1889, el Anciano Dionysios A' se trasladó a Stavrovouni desde el Monte Athos y el monasterio comenzó a funcionar de nuevo. En 1890, otros tres monjes chipriotas, también procedentes del Monte Athos, se unieron a él en Stavrovouni: los Padres Varnavas – quién sería el siguiente Abad – y sus dos hermanos, Kallinikos y Gregorios.
Tras esto, fueron entrando nuevos monjes en el monasterio, que no dejó de crecer hasta convertirse en el corazón espiritual de la isla de Chipre. El monasterio creció tanto durante la segunda mitad del siglo XX, que pudo comenzar a enviar monjes a otros monasterios en ruinas para ayudar a su restablecimiento. Por ejemplo, algunos monjes de Stavrovouni se trasladaron al Monasterio de Panagia Trooditissa en Troodos, creando una nueva comunidad. Otros monjes intentaron trasladarse y hacer revivir el Monasterio de San Juan Bautista en Mesa Potamos, en Limassol.

### Abades modernos
El Anciano Dionysios A' fue el primer Abad moderno, hasta 1902, y, tras él, tomó el relevo el Anciano Varnavas. La lista de Abades modernos es la siguiente:
- El Anciano Dionysios A' – 1889-1902
- El Anciano Varnavas – 1902-1948
- El Anciano Dionysios B' – 1948-1952
- El Anciano Germanos – 1952-1982
- El Anciano Athanasios – 1982–presente

### Monjes célebres
El Monasterio de Stavrouvouni ha sido un centro de espiritualidad y de culto en Chipre durante el último siglo, debido a que muchos monjes espirituales establecieron allí su morada. San Filomeno el Chipriota, mártir, miembro de la Cofradía del Santo Sepulcro, es uno de los monjes más importantes que comenzó su vida monástica en Stavrovouni. En el 16/29 de noviembre de 1979, murió violentamente como un mártir en el Pozo de Jacob, donde era Superior. Su hermano gemelo, el Archimandrita Elpidios, también comenzó su vida monástica en Stavrovouni.
El Hieromonje Kyprianos († 1955) es otra figura importante que vivió en Stavrovouni; fue célebre por su estricta forma de vida y sus útiles consejos al pueblo de Chipre. El  arzobispo Leontios de Chipre (1896-1947) permaneció en Stavrovouni durante algún tiempo y entabló un estrecho contacto con el Hieromonje Kyprianos.

## Hoy
Recientemente, el monasterio fue sometido a una renovación completa. Su pequeña iglesia fue restaurada de nuevo con frescos e iconos por el reconocido pintor Padre Kallinikos, monje de Stavrovouni. Las imágenes representan la leyenda de su fundación: santa Helena, envuelta en una prenda rojo brillante, y el hallazgo de la Vera Cruz en Jerusalén. La mayoría de los frescos de la iglesia se refieren a la Cruz y la vida de santa Elena. De esta manera, Stavrovouni continúa con la arraigada tradición de la pintura bizantina.

### Servicios
Stavrovouni cuenta con una larga tradición en la pintura de iconos y frescos, siendo su monje pintor de iconos más famoso el Padre Kallinikos. También el primer Abad Dionysios A', fue pintor de iconos y hay varias obras realizadas por los monjes de Stavrovouni repartidas por la isla. Aparte de la pintura de iconos, los monjes trabajan en otras actividades, tales como la agricultura o la producción de compuestos aromáticos para la iglesia. Asimismo, los lugareños visitan el monasterio, especialmente en los días de fiesta, y acompañan a los monjes en su rutina de rezos  – en la liturgia, las vísperas, etc.

### Metochia
Las Metochia o Dependencias (griego: Μετόχια) son pequeños monasterios o ermitas que pertenecen a un monasterio principal. Stavrovouni tiene un buen número de metochia, de las cuales la más conocido es la de Agia Varvara al pie de la colina de Stavrovouni. Hasta hace algunas décadas, la mayoría de los monjes solían alojarse en este metochi, dado que no había ni agua ni electricidad en la parte superior de la colina, donde solían quedarse solo dos o tres monjes. Otras metochia son Panagia Stazousa y Agios Modestos, que se encuentran entre los pueblos de Pyrga y Klavdia. Actualmente, los monjes de Agia Varvara trabajan como pintores de iconos y como agricultores, mientras que los monjes de las otras dos metochia se centran más en la oración y en vivir más de cerca una vida eremítica.
En la actualidad, los monjes de Stavrovouni observan una forma de vida monástica muy estricta, similar a la de los monjes del Monte Athos. La regla de su primer abad, Dionysios I, constituye su base. No se permite la entrada a las mujeres a la parte principal del monasterio, pero se les permite visitar la capilla exterior, en la parte superior de la colina. También se les permite visitar la Metochi Agia Varvara, a los pies de la colina, pero solo los domingos. Esta regla se llama avato (griego: άβατο, que significa: la entrada está prohibida), y es análoga a la estricta vida de los monjes del Monte Athos donde a las mujeres no se les permite entrar. Esta regla se aplica con el fin de mantener a los monjes aislados y siguiendo una estricta forma de vida.
Hoy en día, hay más de 30 monjes en el monasterio de Stavrovouni y el actual abad es el archimandrita Athanasios.

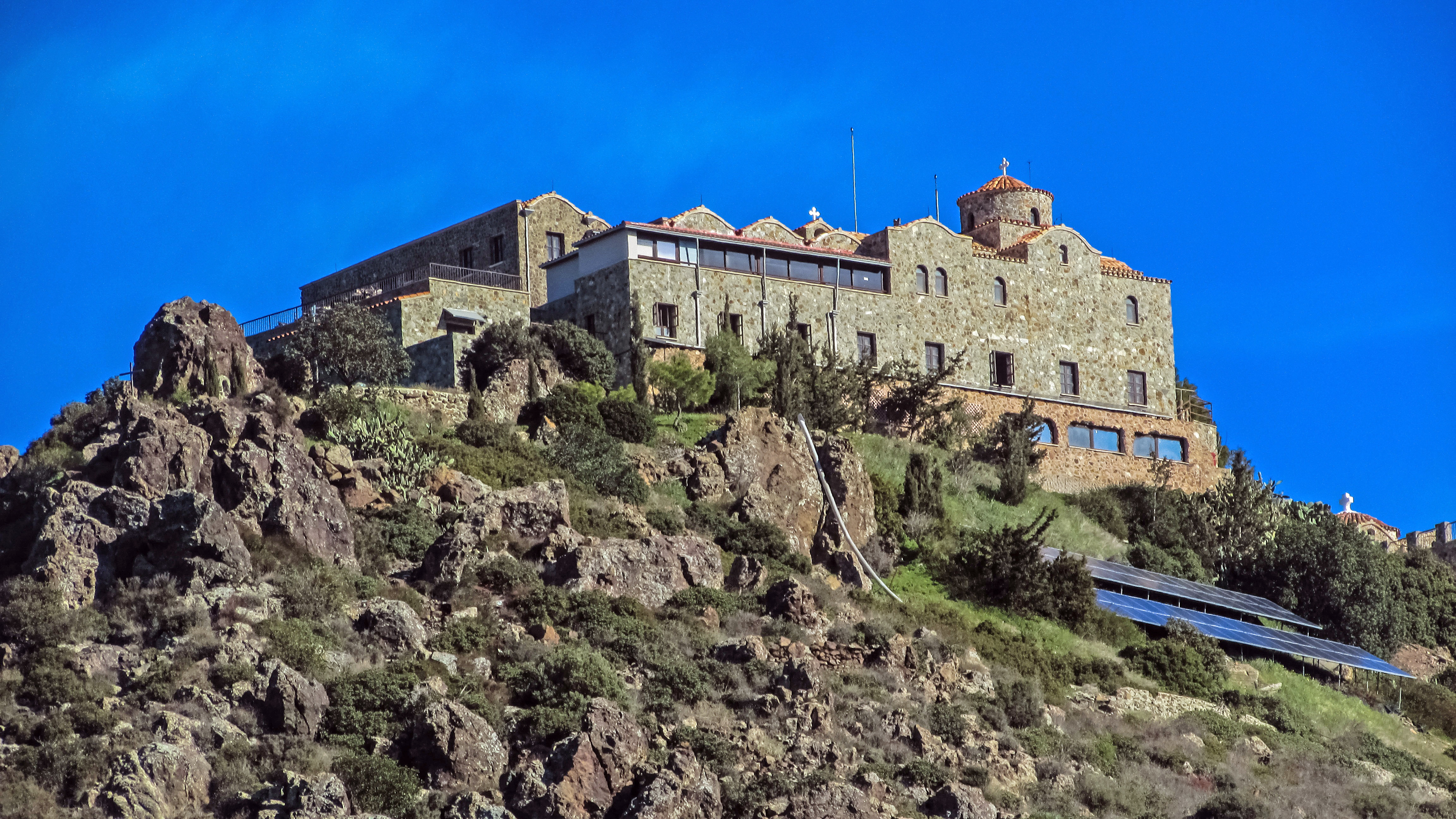
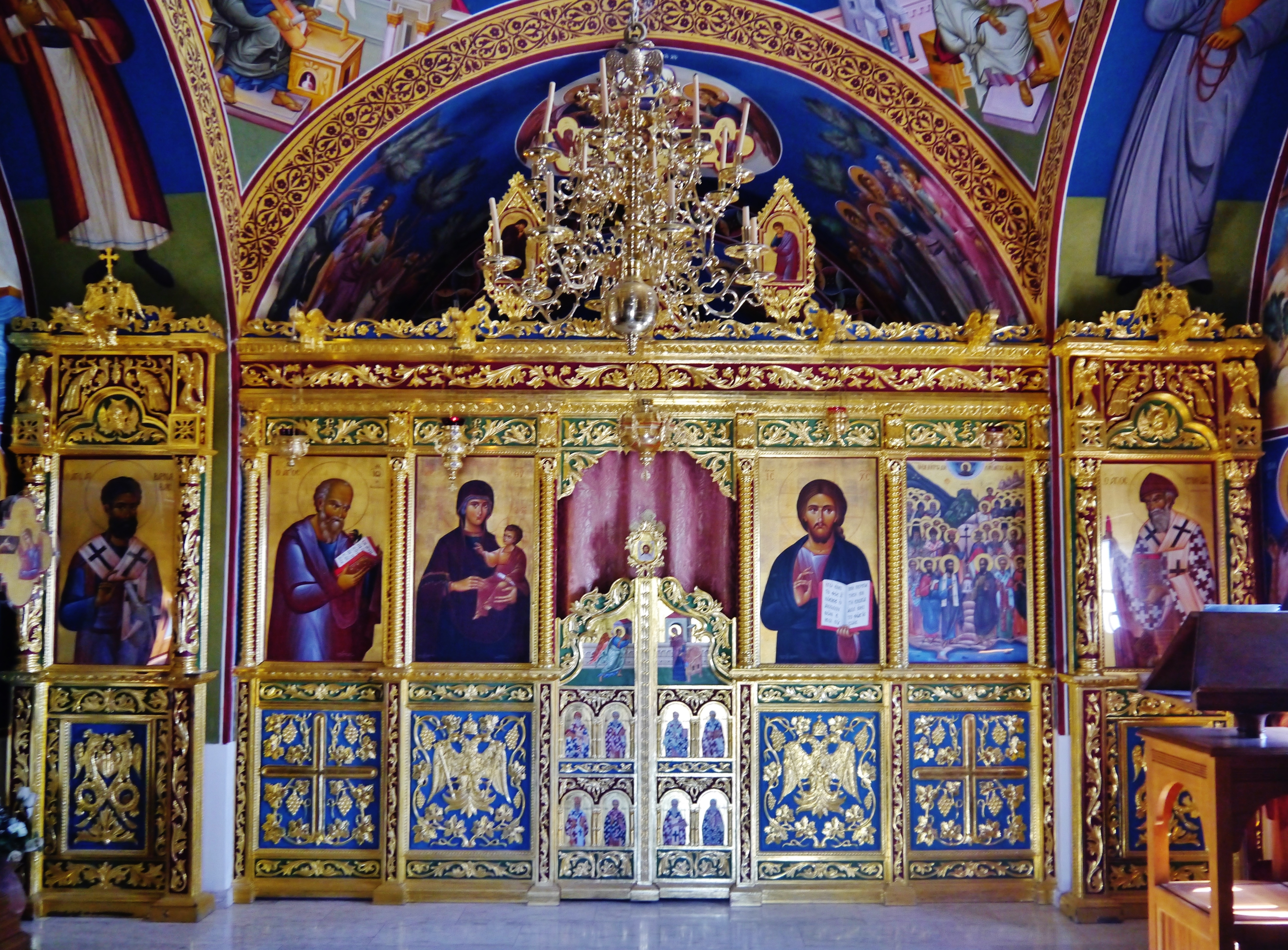
Iconostasio
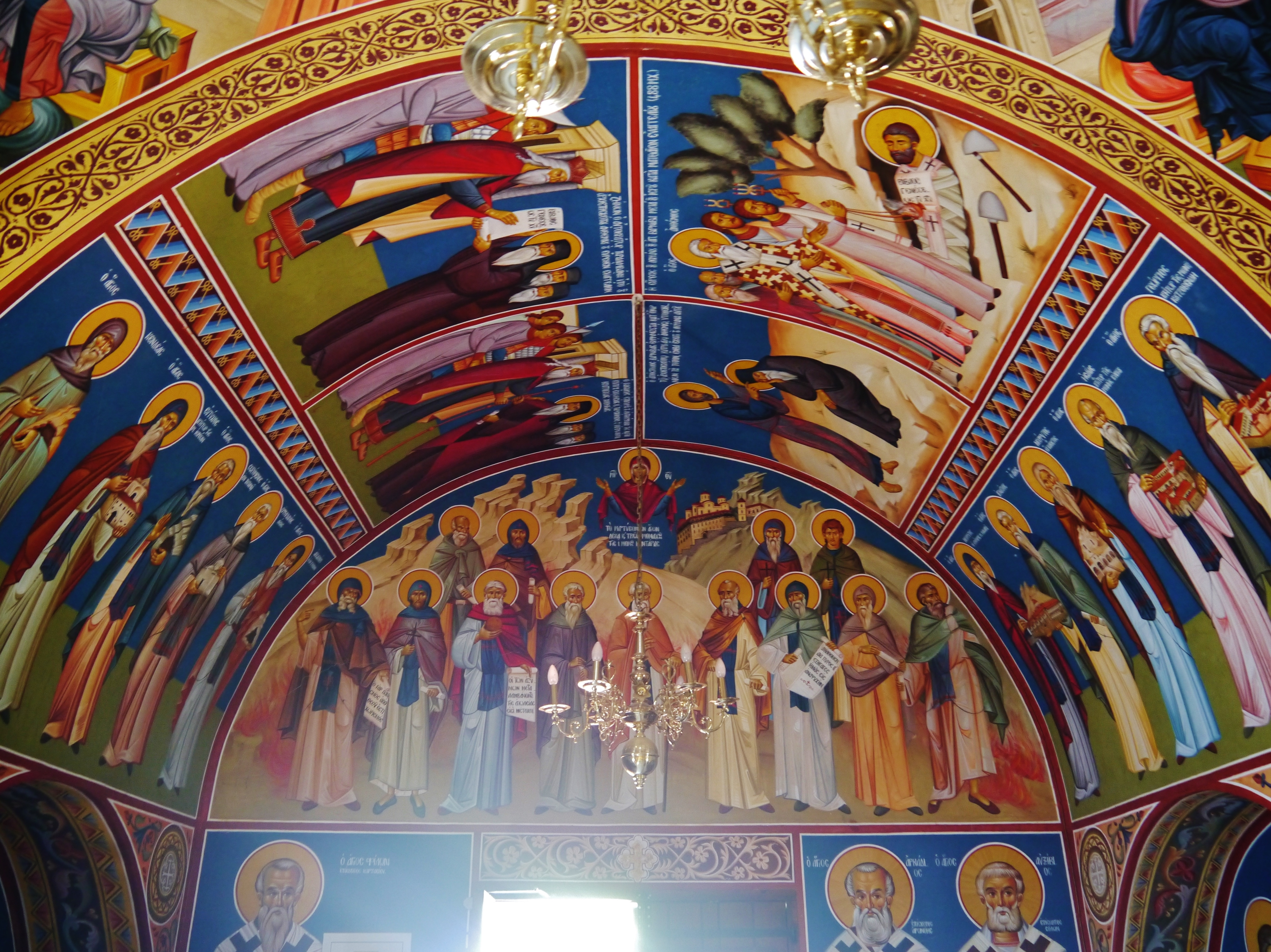